# آغاسی شابویان
آغاسی هامبارتسومی شابویان (ارمنی: Աղասի Համբարձումի Շաբոյան؛ زادهٔ ۶ ژانویهٔ ۱۹۲۱ - درگذشته ۷ ژوئیهٔ ۲۰۰۴) طراح رقص اهل ارمنستان بود.

## زندگی‌نامه
وی در ۶ ژانویه ۱۹۲۱ در گیومری به دنیا آمد . وی برنده جوایزی همچون مدال موسس خورناتسی (۱۹۹۹)، شهروند افتخاری گیومری (۱۹۹۶) و هنرمند شایسته ارمنستان شوروی (۱۹۶۱) است. وی در ۷ ژوئیه ۲۰۰۴ در سن ۸۳ سالگی در گیومری درگذشت.